# Saison 3 de Sous le soleil
Chronologie
Saison 2 Saison 4
La troisième saison de Sous le soleil, série télévisée française créée par Pascal Breton et Olivier Brémond, a été diffusée pour la première fois en France sur la chaîne TF1 du 3 janvier au 11 juillet 1998, après une absence de sept mois sans diffusion d'épisodes inédits ou de rediffusions. Contrairement à la saison précédente, cette troisième saison a repris un rythme de diffusion hebdomadaire, le samedi. Les épisodes ont été programmés à 18 h.

## Distribution

### Distribution principale
- Adeline Blondieau : Caroline Drancourt
- Avy Marciano : Samuel Devos
- Arnaud Binard : Emmanuel Guémard
- Bénédicte Delmas : Laure Olivier, ép. Lacroix puis veuve Lacroix
- Tonya Kinzinger : Jessica Laury, ép. Lorenzi
- Stéphane Slima : Alain Dulac

### Distribution secondaire
- Marie-Christine Adam : Blandine de Loire, ép. Olivier
- Sylvain Corthay : Pierre Olivier
- Christine Lemler : Valentine Chardin
- Jean-François Garreaud : Claude Lacroix
- Florence Geanty : Marie Dunaud
- Luis Marquès : Paolo Lorenzi
- Pierre Deny : David Dernoncourt
- Patricia Malvoisin : Catherine Lorenzi

### Invités
- Corinne Marchand : Colette Manzoni
- Laurent Petitguillaume : Jean-Luc Sardi
- Bernard Montiel : Patrick Saint-Val
- Charley Fouquet : Élise de Talence, ép. Dulac
- Manuela Lopez : Marion
- Astrid Veillon : Terry

## Épisodes
| № | #  | Titre                    | Réalisé par      | Écrit par                              | 1re diffusion   |
| --- | -- | ------------------------ | ---------------- | -------------------------------------- | --------------- |
| 40 | 1  | Jamais sans toi          | Philippe Roussel | Patrick Tringale                       | 3 janvier 1998  |
| Caroline et Samuel vivent désormais ensemble dans une villa où le petit Tom grandit. Ils ont deux semaines pour préparer de nouvelles chansons destinées à leur futur album, et Samuel met énormément de pression sur la jeune femme, au point de mal lui parler et de la faire craquer. C’est à cette occasion que Caroline fait la connaissance de Jerry, un arrangeur qui s’installe avec eux le temps d’enregistrer le disque. Ce dernier se montre beaucoup plus diplomate que Samuel et, un soir où le musicien s’absente, Caroline et lui dînent ensemble puis travaillent sur une chanson. Jerry lui avoue alors être en train de tomber amoureux d’elle. Mais Caroline résiste et réalise que Samuel, aussi exigent soit-il, est fou amoureux d’elle et ne veut travailler avec aucune autre chanteuse. Alain et Élise, eux, se sont installés dans un appartement. Mais l’homme d’affaire vit mal le fait de ne pas pouvoir offrir une meilleure vie à sa femme. C’est pourquoi il travaille énormément au Club Ibiza afin de retrouver au plus vite une situation financière confortable. Ce faisant, il délaisse Élise qui trouve un peu de réconfort avec Jessica à la plage. Lorsqu’elle apprend qu’elle est enceinte, Élise est folle de joie contrairement à Alain qui se refuse à élever un enfant dans ces conditions. Le couple se déchire, mais lorsque la jeune femme apprend qu’elle ne peut garder l’enfant en raison d’une grossesse extra-utérine, Alain lui promet de la soutenir et de lui refaire un enfant. |    |                          |                  |                                        |                 |
| 41 | 2  | D'amour et d'eau fraîche | Éric Summer      | Patrick Delmas                         | 10 janvier 1998 |
| Alain est toujours dans une situation financière catastrophique. Il a beau demander de l’aide à Pierre Olivier, ce dernier ne peut lui venir en aide étant, lui aussi, en difficulté avec son entreprise. Entre les rendez-vous avec son comptable et son banquier, Alain délaisse Élise. Cette dernière revoit Marianne, une amie qui ne porte pas Alain dans son cœur et qui fait tout pour l’en éloigner. Marianne organise d’ailleurs les retrouvailles entre Élise et Arnaud, l’homme avec lequel elle s’était presque mariée. Voyant sa femme lui échapper, Alain prend la décision de vendre le Club Ibiza à Colette Manzoni, une femme extravagante et d’un certain âge souhaitant investir dans un établissement de la région. Mais Élise commet l’irréparable en couchant avec Arnaud, ce que ne peut lui pardonner Alain. Il la quitte en évoquant le divorce. Perturbé par un rendez-vous professionnel capital qui pourrait sauver son entreprise, Pierre fait un infarctus heureusement sans gravité. Blandine décide, sans lui en parler, de prendre sa place et de convaincre un investisseur de relancer l’entreprise. Aidée d’Alain, elle s’entraîne puis joue de ses charmes pour y parvenir. Mais l’homme d’affaire n’est pas dupe longtemps. Pourtant, convaincu par la persévérance des époux Olivier, il accepte d’injecter des fonds dans l’entreprise. |    |                          |                  |                                        |                 |
| 42 | 3  | Le chantage              | Éric Summer      | Pascale Mémery                         | 17 janvier 1998 |
| Louis étant toujours en vacances avec Nina, Jessica assure seule le service à la plage. Dépassée, elle décide d’embaucher Valentine, qui la supplie de la prendre à l’essai malgré le mal qu’elle a fait à Laure. Lorsqu’elle rencontre Benoît et souhaite passer du temps avec lui, Jessica finit par accéder à la demande de Valentine. Or très vite, cette dernière entreprend de séduire elle aussi Benoît, afin de prouver à Jessica qu’il n’est pas un garçon bien. Valentine parvient à ses fins et admet ouvertement avoir joué de ses charmes, et ce malgré l’amitié de Jessica qui la met en garde pour l’avenir, tout en la gardant comme serveuse. Laure, elle, revient en urgence à Saint-Tropez au chevet de son père. Ce dernier va beaucoup mieux, mais il se complaît à faire le malade entouré de Blandine, de sa fille et d’une infirmière. Laure n’est pas dupe et l’exhorte à reprendre le travail. Mais elle doit également faire face à sa mère qui tient l'intérim dans l’entreprise familiale et qui souhaite ménager son mari. C’est seulement lorsque le conseil d’administration envisage de nommer un nouveau président que Pierre se réveille et retourne prendre les commandes de son entreprise. Laure est rassurée et annonce à ses parents qu’elle envisage de s’installer avec Grégory dans les Antilles. Malheureusement, elle apprend la disparition en mer de son mari. C’est donc très inquiète qu’elle reprend l’avion afin de partir à sa recherche. |    |                          |                  |                                        |                 |
| 43 | 4  | Le point de non retour   | Philippe Roussel | Olivier Marvaud et Lorène Delannoy     | 24 janvier 1998 |
| Laure est rentrée à Saint-Tropez car les recherches n’ont rien donné. Seule l’épave du bateau de Grégory a été repérée. Claude souhaite organiser une cérémonie afin de pouvoir entamer son deuil. C’est pourquoi il revient en ville accompagné de Marie. Caroline, Samuel, Jessica, les époux Olivier et même Valentine participent à cet hommage. Louis et Nicole, qui refusent d’accepter la disparition du marin, ne font pas le déplacement. Laure aussi refuse la mort de son mari, jusqu’à ce qu’un appel téléphonique lui apporte la confirmation. Dévastée et perdue, elle tombe par hasard sur un ancien professeur de psychologie qui a monté un groupe de parole auquel il invite la jeune femme. Ne sachant pas quoi faire d’autre pour retrouver goût à la vie, Laure accepte et se libère de sa douleur en racontant ses malheurs. Pendant ce temps, Valentine jette son dévolu sur Samuel. Elle parvient à le séduire en lui faisant miroiter une rencontre avec un célèbre présentateur de télévision qu’elle prétend connaître. Y voyant une opportunité de promouvoir leur nouvel album, Samuel entre dans le jeu de Valentine et finit par coucher avec elle. Pris de remords et Valentine se montrant de plus en plus envahissante et menaçante, Samuel avoue sa faute à Caroline, qui réagit violemment. Mais encore une fois, la jeune chanteuse n’a pas la force de le quitter et accepte de lui pardonner. Après avoir giflé Valentine, Caroline pense que cette épreuve est derrière elle. Mais Valentine l'incite à la retrouver plus tard au Club Ibiza où elle prétend que Samuel lui a donné un dernier rendez-vous. La machination fonctionne à nouveau et Caroline surprend son compagnon dans les bras de la jeune femme. Elle décide finalement de le quitter pour de bon. |    |                          |                  |                                        |                 |
| 44 | 5  | Le tournant              | Philippe Roussel | Olga Tossecqk, Olive Otin et al.       | 31 janvier 1998 |
| Laure passe désormais tout son temps à La Vie Évolutive, l’association qu’elle a intégrée grâce à Pascal, son ancien professeur. Sa mère Blandine s’en inquiète, tout comme ses amies Jessica et Caroline de qui elle s’éloigne. Le commissaire Marco a, comme Blandine, des doutes sur cette association. Il s’avère en effet que Pascal manipule les membres afin de prendre leur argent. D’ailleurs, il persuade Laure de lui donner l’argent qu’elle va toucher de l’assurance vie de Grégory. Pendant ce temps, Jessica reçoit une lettre de Louis qui, trop affecté par les souvenirs de son frère à Saint-Tropez, a décidé de rester vivre en Italie et de vendre la plage. Jessica est dépitée, d’autant que Colette Manzoni, la nouvelle propriétaire du Club Ibiza, revient à la charge pour acquérir aussi le Saint-Tropez. Jessica tente alors d’obtenir un prêt pour racheter elle-même la plage, mais la banque lui refuse une telle somme. Caroline, dont la chanson cartonne à la radio, est prête à financer un tiers de l’achat. Reste à trouver le dernier tiers, et Caroline suggère de demander à Laure. La chanteuse tente le tout pour le tout et s’infiltre à La Vie Évolutive pour démasquer Pascal. Ce dernier s’en rend compte et frappe violemment Caroline, au moment où Laure entre dans la pièce. Laure ouvre enfin les yeux et le commissaire Marco arrête Pascal. Finalement, Laure retrouve sa mère à quelques jours de soutenir sa thèse de fin d’étude, et accepte de devenir copropriétaire du Saint-Tropez avec Jessica et Caroline. Les trois amies célèbrent ensemble le rachat de la plage. |    |                          |                  |                                        |                 |
| 45 | 6  | La belle et le voyou     | Éric Summer      | Olivier Marvaud et Lorène Delannoy     | 7 février 1998  |
| Laure tente d’oublier Grégory et travaille désormais à Médecins Pour Tous, une association qui apporte une aide médicale aux plus démunis. Elle est envoyée dans un squat pour soigner Manu, un délinquant qui s’est fait poignarder à l’abdomen pour une histoire d’argent. Ce dernier tombe sous le charme de la jeune médecin qui revient quotidiennement lui faire des soins. Au fil des jours, les deux jeunes gens se rapprochent et finissent par flirter. Manu déclare être prêt à changer de vie pour Laure, qui lui donne l’argent nécessaire au remboursement de ses dettes, et les affaires de Grégory qui ont été rapatriées des Antilles. Mais la jeune femme préfère prendre son temps lorsqu’il lui propose de vivre ensemble. Au Saint-Tropez, Jessica organise une fête sur le thème des années soixante. Aidée de Caroline qui pose pour l’affiche, elle est en plein préparatif lorsque Arthur, un jeune guitariste, débarque à la plage. Ce dernier est en fait le fils de Colette Manzoni, envoyé en repérage pour copier les idées de la plage. Lorsque Jessica apprend que le Club Ibiza organise la même soirée, elle est désespérée et confronte Colette qui veut se venger de ne pas avoir pu racheter le Saint-Tropez à Louis. Mais Arthur, qui ne supporte pas l’attitude de sa mère, préfère lui tourner le dos et assurer la musique à la fête des filles. Prise de remords, Colette s’excuse et félicite Jessica, Laure et Caroline pour leur travail. |    |                          |                  |                                        |                 |
| 46 | 7  | L'Américain              | Philippe Roussel | Eugénie Dard                           | 14 février 1998 |
| Depuis la mort de son fils, Claude est revenu vivre avec Marie dans sa villa de Saint-Tropez. Mais il n’est plus le même et ressasse le passé. Marie en souffre énormément car son compagnon la délaisse et refuse de sortir. Pour lui changer les idées, Marie suggère d’inviter le commissaire Marco qui propose à Claude de revenir travailler dans la police. Mais rien n’y fait, Claude et Marie se disputent et la jeune femme quitte la maison. Caroline tente de faire ouvrir les yeux à Claude, mais lorsque ce dernier arrive à la plage bien décidé à reconquérir Marie, il aperçoit cette dernière attablée avec un garçon. Il repart alors sans même lui parler. De son côté, Jessica fait la connaissance d’un Américain prénommé Michael. C’est Colette qui, après avoir été interrogée par l’homme dans son club au sujet de Jessica, l’a envoyé au Saint-Tropez. Très vite, l’homme s’intéresse à la serveuse et la couvre de cadeaux. Colette devine rapidement que Michael est le père de Jessica, mais il n’ose pas le lui avouer. C’est que l’homme est avide de poker et vit au-dessus de ses moyens. Lorsque ses chèques en blanc sont refusés de toutes parts, il décide de repartir. Mais Jessica tombe sur une photo d’elle enfant dans le portefeuille de Michael. Elle comprend qu’il s’agit du père qu’elle n’avait plus jamais revu depuis que sa mère l’avait quitté pour avoir dilapidé l’argent du ménage. Jessica est furieuse des nombreux mensonges de son père, mais elle le serre dans ses bras une dernière fois avant qu’il ne parte prendre son avion. |    |                          |                  |                                        |                 |
| 47 | 8  | L'agression              | Éric Summer      | Blats                                  | 21 février 1998 |
| Depuis sa rupture avec Claude, Marie a trouvé un travail de serveuse dans une discothèque où elle est également logée. Claude, lui, se morfond chez lui ou fréquente son ancien collègue, le commissaire Marco. Ce dernier enquête sur une série de viols mais n’a aucune piste. Jessica a beaucoup de mal à gérer seule la plage. Caroline et Laure viennent l’aider quand elles peuvent, mais la première est très occupée avec son fils et sa carrière de chanteuse, tandis que la seconde travaille sans relâche à Médecins Pour Tous. Laure suggère alors de proposer à Manu un job de serveur. Ce dernier finit par accepter, ce qui ne plaît guère à ses amis peu fréquentables. Ces derniers l’embarquent pour une soirée dans le club où travaille Marie. Ce soir-là, la jeune femme se fait agresser, et c’est Manu qui est soupçonné car Marie a reconnu son bonnet. Claude, qui est venu au chevet de son ex-compagne, lui promet de retrouver son agresseur. Il aide ainsi Marco à appréhender Manu. Laure apprend que son petit protégé est en garde à vue, et décide de faire un faux témoignage pour le faire sortir, persuadée qu’il est incapable d’avoir agressé Marie. Finalement, c’est une marque que Marie a laissé dans le cou de son agresseur qui disculpe Manu. Décidée à retourner auprès de Claude, Marie demande à Laure de passer chez elle récupérer ses affaires. C’est là que l’agresseur, venu terminer ce qu’il n’avait pas pu finir, se fait attraper par Manu et arrêter par Marco. Ce dernier renouvelle sa proposition à Claude pour qu’il réintègre la police, tandis que Laure et Manu s’avouent leur amour mutuel. |    |                          |                  |                                        |                 |
| 48 | 9  | Les malheurs de Caro     | Éric Summer      | Fabienne Lesieur                       | 7 mars 1998     |
| Puisqu’elle souhaite réaliser un flyer pour la plage, Jessica se lance elle-même dans la photo et demande à Laure et Manu de jouer aux mannequins. Elle réalise également des photos légèrement dénudées pour Caroline, car son producteur lui propose de les faire publier dans un magazine très célèbre afin de doper sa carrière. Caroline tente ainsi de concilier sa carrière de chanteuse et son rôle de maman. Heureusement, elle peut compter sur ses amies et colocataires Laure et Jessica pour l’aider à garder Tom. Samuel aussi garde son fils, et il envisage même de partir un mois entier en tournée avec lui, ce que refuse Caroline. Samuel engage alors une avocate et demande la garde exclusive de son fils. Rassurée par ses amies qui l’assurent que cette action en justice ne peut pas aboutir, Caroline demande une nouvelle fois à Jessica de garder son fils. Mais la serveuse tombe en panne et Caroline part à son rendez-vous avec son producteur, laissant Tom dormir seul dans la maison. Malheureusement, l’arrivé l’inopinée de Samuel et de son avocate à ce moment-là ne plaide pas en sa faveur lors du jugement. Dévastée, Caroline perd la garde de son fils et le laisse, en larmes, aux soins de son père. Ce dernier est rapidement pris de remords et ramène Tom à sa mère, en lui annonçant son intention de faire annuler le jugement et de les laisser tranquilles. |    |                          |                  |                                        |                 |
| 49 | 10 | Mon prince charmant      | Éric Summer      | Patrick Bancarel                       | 14 mars 1998    |
| Jessica fait la connaissance de Paolo, avec qui elle sympathise au Club Ibiza. Colette connaît bien le jeune homme, puisqu’il s’agit du fils du prince Giancarlo Lorenzi, et qu’il est sur le point de se marier. Mais auprès de Jessica, l’homme préfère rester anonyme et s’invente une vie modeste. Très vite, les deux amis deviennent amants et Jessica engage Paolo comme serveur au Saint-Tropez. Colette met en garde le prince héritier de ne pas faire souffrir Jessica, mais cette dernière tombe follement amoureuse de lui. Lorsqu’il est temps pour Paolo de repartir pour l’Italie où l’attendent les affaires familiales, son père le force à quitter la jeune femme sans même lui parler. Mais Jessica découvre la véritable identité de celui qu’elle aime dans un journal et court sur son yacht pour le retrouver, seulement pour en être empêchée par le prince Lorenzi. Paolo saute alors du bateau et retrouve Jessica à la plage où il la demande en mariage afin que son père ne puisse plus les séparer. Il repart en Italie mais fait promettre à Jessica d’attendre son retour. Laure, elle, désespère de passer plus de temps avec Manu. Le garçon s’installe alors avec les filles à la villa mais les choses ne s’arrangent pas pour autant dans leur couple. Manu a besoin de liberté, et il délaisse Laure pour sortir en discothèque ou pour passer du temps avec ses amis. Lorsque la jeune médecin organise une fête à la villa pour l’anniversaire de Manu, leurs amis respectifs ont du mal à se mélanger. Réalisant qu’ils ne sont pas faits pour être ensemble, Laure et Manu se séparent bons amis. |    |                          |                  |                                        |                 |
| 50 | 11 | La fin d'un rêve         | Éric Summer      | Bernard Jeanjean, Michaël Océan et al. | 21 mars 1998    |
| Claude a réintégré la police et travaille de pair avec Marco pour arrêter Forzani, l’ancien proxénète de Marie. Claude fait de cette affaire une obsession au point de délaisser sa compagne. Marie, elle, souhaiterait avoir un enfant, mais Claude refuse car il estime avoir trop souffert de la mort de Grégory et du départ de Louis. Il souhaite également tenir Marie éloignée de l’affaire Forzani, et demande à Manu de veiller sur elle pendant ses nombreuses absences. Les deux jeunes gens se rapprochent mais Manu, mis en garde par Jessica, résiste à la tentation par respect pour Claude. Ce dernier discute avec Manu qui lui ouvre les yeux sur sa relation avec Marie. Claude laisse un message à la jeune femme pour lui annoncer son envie de fonder une famille. Mais après une première tentative d’arrestation manquée de Forzani, la police passe à l’assaut et Claude prend une balle dans la poitrine. Alertée, Marie a juste le temps d’arriver sur place et de lui dire adieu avant que Claude ne décède. Elle décide de quitter Saint-Tropez sans que Manu ne puisse la retenir. |    |                          |                  |                                        |                 |
| 51 | 12 | Accident d'amour         | Bernard Dubois   | Soline Delmas et Patrick Delmas        | 28 mars 1998    |
| La santé de Pierre Olivier est toujours fragile depuis son infarctus et le nouveau chirurgien qui le suit, le docteur David Dernoncourt, suggère de l’opérer. Laure s’en étonne et désire rencontrer son confrère. Elle apprend surtout qu’un de ses anciens patients est mort sur la table d’opération et que depuis, il n’a plus opéré. Inquiète, tout comme Blandine, Laure refuse l’opération. Mais le médecin s’invite chez elle et plaide sa cause. Finalement, les Olivier consentent à l’opération qui est un succès. De son côté, Alain tente de remonter la pente depuis son divorce. Pierre Olivier lui demande de rejoindre son entreprise, et il rencontre Valentine au Club Ibiza où la jeune femme est désormais serveuse. Immédiatement sous le charme de la sulfureuse jeune femme, ils font l’amour dès le premier soir. Comme à son habitude, Valentine se montre très vite oppressante. De plus, Laure raconte à Alain le mal que la jeune femme leur a fait à elle et à Caroline. Alain décide donc de prendre ses distances, mais Valentine le suit jusque dans sa voiture dans laquelle une violente dispute éclate. Soudain c’est l’accident, et Valentine en ressort défigurée. Pris de remords, Alain jure son amour pour elle et vouloir la soutenir, mais Valentine n’y voit que de la pitié. Elle finit par le mettre à la porte et déclare ne plus jamais vouloir le revoir. |    |                          |                  |                                        |                 |
| 52 | 13 | Le poids de la famille   | Éric Summer      | Kaddour Riad et Patrick Bancarel       | 4 avril 1998    |
| Jessica reçoit un télégramme lui annonçant le retour de Paolo. Mais c’est en cachette que les amoureux se retrouvent car le jeune héritier n’a pas encore annoncé à ses parents son intention de l’épouser. Les paparazzis ne tardent cependant pas à révéler au grand public leur idylle. Furieux, Giancarlo Lorenzi demande à Jessica de rompre avec son fils en échange d’un gros chèque. Mais la jeune femme décline la proposition et organise une conférence de presse improvisée à la plage pour annoncer officiellement ses fiançailles avec Paolo. Pour parvenir à ses fins, Giancarlo embauche alors Dimitri, un beau jeune homme, afin de tendre un piège à Jessica. Des photos équivoques sont prises, et Paolo rompt immédiatement avec la jeune femme. De son côté, Laure tombe peu à peu sous le charme de David, le cardiologue de son père, qui lui déclare sa flemme. Poussée par Caroline, Laure accepte un rendez-vous mais apprend rapidement qu’il y a une Madame Dernoncourt. Se sentant dupée, Laure repousse David avant qu’il ne lui explique qu’il ne se passe plus rien entre lui et son épouse. Laure finit par lui avouer ses sentiments réciproques. |    |                          |                  |                                        |                 |
| 53 | 14 | L'ami de ma fille        | Bernard Dubois   | Pascale Mémery                         | 11 avril 1998   |
| Blandine, qui ignore l’idylle entre sa fille et le docteur Dernoncourt, invite ce dernier à dîner pour le remercier d’avoir sauvé son mari. Elle décide pour l’occasion de changer de coiffure et de style vestimentaire. David, qui s’est renseigné auprès de Laure, fait tout pour plaire à sa future belle-mère, ce qui trouble Blandine au point de croire que quelque chose est possible entre eux. Mais Isabelle, la femme de David, débarque chez Blandine et lui demande de laisser son mari tranquille. Pourtant Blandine persiste jusqu’à ce qu’un petit détail lui fasse comprendre le malentendu. Ces événements poussent David à enfin demander le divorce. Caroline, elle, se voit obligée par son producteur de changer de guitariste. Et il n’a trouvé personne d’autre que Samuel. Caroline accepte à contre-cœur, et prévient son ex-petit-ami que leur relation sera exclusivement professionnelle. Mais le musicien prend rapidement des initiatives à la place de la chanteuse, ce qui ne lui plaît pas. Elle décide de le virer et engage un autre guitariste, qui malheureusement n’a pas le même niveau que Samuel. Lorsque son producteur rejette la maquette de sa nouvelle chanson, Caroline demande à Samuel de revenir. Mais c’est trop tard, il a décidé de partir travailler avec Terry, une autre chanteuse. |    |                          |                  |                                        |                 |
| 54 | 15 | Mon ex                   | Éric Summer      | Philippe Machu et Lorène Delannoy      | 18 avril 1998   |
| L’ex de Manu, Marion, lui fait la surprise de débarquer à Saint-Tropez. Ensemble, ils ont fait les cent coups, et si Manu s’est depuis rangé avec son job à la plage et ses nouvelles amies Jessica et Laure, Marion, elle, continue ses larcins. Mais le commissaire Marco est sur ses traces, si bien qu’elle préfère se trouver une couverture. Elle réussit à se faire engager par Jessica comme serveuse à la plage, et l’aide à préparer sa première exposition de photos. Elle incite même son ancien petit-ami à reprendre du service, se moquant de sa désormais petite vie bien rangée. Même si Manu ne résiste pas à l’attirance qu’ils ont toujours l’un pour l’autre, il préfère qu’elle s’en aille pour ne pas être mêlé à ses histoires. Avant de partir, Marion envisage un dernier cambriolage chez les Olivier lorsqu’elle apprend qu’ils s’absentent pour le week-end. Mais Manu s’en rend compte et parvient à l’en empêcher. Parallèlement, Valentine contacte une amie avocate car elle a décidé de réclamer une indemnisation à Alain. Ce dernier est sous le choc, mais désespéré, il accepte de tout vendre et de payer. Pierre Olivier lui propose un excellent poste au Canada, qu’il accepte afin de pouvoir rembourser en totalité Valentine. Mais aidée par son avocate et par Jessica, cette dernière ouvre les yeux sur l’amour que lui porte Alain et le supplie de ne plus partir. |    |                          |                  |                                        |                 |
| 55 | 16 | Amour infernal           | Éric Summer      | Béatrice Shalit et Fabienne Lesieur    | 25 avril 1998   |
| Samuel revient à Saint-Tropez avec Terry, qui l’encourage à se droguer et qui annonce à la presse leur future collaboration. Mais le travail qu’ils fournissent est mauvais, ce qui agace Florent, leur producteur. Caroline, qui se sentait finalement prête à retravailler avec Samuel, tombe de haut lorsqu’elle l’apprend. La police, sur le point de démanteler le réseau de drogue, risque de les arrêter. Mise au courant, Caroline les prévient. Samuel prend alors conscience qu’il lui faut rompre avec Terry et se soigner s’il veut retrouver Caroline et son fils Tom. Marie, elle, revient aussi en ville pour vendre la maison de Claude. Manu, dont les sentiments pour la jeune femme ne se sont pas estompés, espère la revoir. C’est Marco, avec qui elle a dîné, qui informe Manu de sa courte présence en ville. Après avoir finalement passé l’après-midi ensemble, au cours de laquelle Marie lui a dit ne pas encore être prête pour une nouvelle histoire, Manu est mis en garde par un Marco jaloux. Quand le ton monte, Manu frappe le commissaire qui l’a provoqué. Mais Marie apaise la situation en ne choisissant ni l’un ni l’autre avant de repartir. |    |                          |                  |                                        |                 |
| 56 | 17 | Le mal d'amour           | Philippe Roussel | Patrick Tringale                       | 2 mai 1998      |
| Prête à tout pour les séparer, la femme de David prétend auprès de Laure être atteinte d’un cancer généralisé. Prise de scrupule, Laure préfère s’isoler et demande à Manu de l’accueillir dans sa cabane sur la plage. Il n’en faut pas plus au Docteur Dernoncourt pour s’imaginer que Laure lui préfère un garçon plus jeune. Mais Lorsque David décide de quitter la ville, sa femme lui révèle sa machination. Il retrouve alors celle qu’il aime. À la plage, Jessica jongle entre son job de serveuse et sa passion pour la photo. Elle tente de participer à un concours pour un magazine, et demande à Valentine d’assurer le service au bar en attendant. Mais sans le lui dire, elle fait de Valentine son modèle pour le concours. Malgré la cicatrice sur son visage qui pousse la jeune femme à se cacher, un publicitaire remarque lui-aussi la beauté de Valentine et lui propose de devenir l’égérie d’une campagne pour un parfum. |    |                          |                  |                                        |                 |
| 57 | 18 | Abus de pouvoir          | Bernard Dubois   | Blats                                  | 9 mai 1998      |
| Caroline est à la peine car sa carrière est au point mort. Elle est obligée de remplacer Manu à la plage pour tenir financièrement. Alors lorsque Alex, un ami musicien de passage à Saint-Tropez, se propose de l’aider, Caroline reprend espoir. Mais après une première rencontre avec un producteur ayant pour elle des ambitions plus douteuses, et une autre avortée avec un producteur ayant fait faillite, c’est finalement Alex qui se propose de la produire. Caroline, ravie, se jette dans ses bras. Pendant ce temps, Valentine et Alain filent le parfait amour. Alain lui demande même sa main, mais Valentine n’a qu’une hâte, se faire opérer pour masquer sa cicatrice. Et quand Alain reçoit une proposition des actionnaires de l’entreprise de Pierre Olivier pour évincer et remplacer ce dernier, Valentine le pousse à accepter afin d’obtenir l’argent nécessaire à l’intervention. Plus tard, lorsque la jeune femme fait un malaise, et qu’à la clinique Laure, qui lui a pardonné et s’occupe d’elle, lui révèle qu’elle est enceinte, Valentine fait marche arrière pour ne pas faire davantage de mal à la famille Olivier. Elle prévient Alain à temps, qui négocie pour devenir associé avec Pierre. |    |                          |                  |                                        |                 |
| 58 | 19 | Le compromis             | Philippe Roussel | Blats                                  | 16 mai 1998     |
| Jessica apprend que Paolo est sur le point d’épouser la princesse Anne Durkeim. Poussée par ses amis et aidée par le journaliste Michel Chassagne, elle réussit à l’approcher. Réalisant qu’il a toujours des sentiments pour elle, Jessica décide de lui prouver qu’elle ne l’a jamais trompé. Elle parvient à piéger Giancarlo Lorenzi en lui faisant avouer avoir payé un gigolo pour la discréditer auprès de son fils. Paolo entend tout et finit par renoncer au mariage et tourner le dos à sa famille. Les deux amoureux se retrouvent enfin. De son côté, Alex propose à Caroline de chanter pour le générique d’une émission que le présentateur, Jean-Luc Sardi, vient tourner sur la plage. D’abord réticente car la musique n’est pas du tout à son goût, la chanteuse se laisse convaincre que cela boostera sa notoriété. Mais très vite tout s’enchaîne et Caroline réalise que ce n’est plus du tout ce qu’elle envisageait pour sa carrière. Conseillée par Samuel qui se repose en cure de désintoxication, elle décide d’imposer son style et sa chanson lors de l’émission avant de rompre avec Alex. |    |                          |                  |                                        |                 |
| 59 | 20 | Elle ou moi              | Philippe Roussel | Eugénie Dard                           | 23 mai 1998     |
| Caroline rencontre de plus en plus de succès et a désormais un nouveau producteur. Cette notoriété croissante ne fait qu’attrister Samuel qui, bien que sorti d’affaires pour son addiction à la drogue, déprime de voir sa propre carrière réduite à néant. Caroline lui propose de l’embaucher et utilise même une de ses compositions pour lui prouver qu’il a encore tout son talent. Rassuré, le musicien préfère tout de même repartir à zéro et remonter la pente tout seul. Parallèlement, Laure, qui a quitté la villa des filles pour s’installer avec David, voit débarquer Isabelle, la fille de David. Mais si elle se montre adorable avec son père, elle est en revanche odieuse avec la jeune femme. Dans l’espoir de la faire craquer, Isabelle sèche les cours, sort avec un dealer et se fait exclure du lycée. Voyant Laure tenir bon, l’adolescente fugue et finit par vouloir se suicider. Heureusement, Laure arrive à temps et lui fait comprendre qu’elle n’a pas l’intention de remplacer sa mère. |    |                          |                  |                                        |                 |
| 60 | 21 | L'homme de ma vie        | Philippe Roussel | Patrick Bancarel                       | 30 mai 1998     |
| Alors que David s’est absenté pour un congrès, Laure commet une erreur de diagnostic pour une patiente qui est admise à la clinique. C’est le docteur Franck Artanis qui l’opère et qui, au dernier moment, accepte d’être secondé par Laure qui insiste pour réparer son erreur. Après l’opération qui est un succès, Franck invite Laure au restaurant. David, qui tente de joindre Laure sans y parvenir, revient à Saint-Tropez rongé par le doute. Conforté dans sa jalousie lorsqu’ils lui cachent ce qui s’est passé pendant son absence, David licencie son collègue et prétend à Laure qu’il a quitté la clinique de son plein gré. Paolo, lui, apprend le décès accidentel de son père sans avoir pu renouer avec lui. Sa mère, Catherine Lorenzi, le rappelle au palais princier afin qu’il assure la succession familiale. Jessica est alors soudainement propulsée dans un monde qu’elle déteste, et doit envisager au plus vite d’épouser Paolo. Lorsque Catherine s’immisce un peu trop dans sa vie, prenant toutes les décisions pour le mariage et faisant échouer un contrat que la jeune photographe avait décroché pour un magazine, Jessica envisage de rompre. Raisonnée par son amie Colette Manzoni, Catherine réalise son erreur et promet de laisser toute sa liberté à Jessica afin qu’elle et son fils puissent être heureux. |    |                          |                  |                                        |                 |
| 61 | 22 | L'amour meurtri          | Philippe Roussel | Pascale Mémery                         | 6 juin 1998     |
| Laure se sent délaissée par ses amis. Mais elle ignore que David, qui souffre d’une jalousie maladive, filtre les appels et les messages qu’elle reçoit. Lorsque finalement ils parviennent à la joindre, ils l’invitent à venir fêter l’anniversaire de Jessica. Accompagnée de Manu, Laure s’occupe du cadeau, ce qui rend fou David qui les a suivis. Il finit par la frapper violemment. Préférant lui pardonner, Laure décide de rester auprès de lui, de démissionner de Médecins Pour Tous, et d'intégrer la Clinique du Golf. Mais à la petite fête organisée à la plage, David refait une crise et, une fois rentrés, menace à nouveau de la frapper. Laure parvient à s’enfuir jusqu’à la villa des filles et met un terme à sa relation avec David. Jessica, qui soutient son amie dans cette épreuve, se voit proposer un reportage photo sur Caroline. Mais la journaliste censée rédiger un article bienveillant la manipule pour obtenir un cliché désavantageux et des informations scabreuses sur la vie privée de Caroline et Samuel. Lorsque l’article paraît dans le magazine, Caroline enrage contre Jessica qui réalise, bien trop tard, ce qui s’est passé. |    |                          |                  |                                        |                 |
| 62 | 23 | La rançon de la gloire   | Éric Summer      | Patrick Tringale                       | 13 juin 1998    |
| Caroline part pour quelques jours en concert. Elle confie Tom à son père, mais ce dernier a repris le chemin des studios d’enregistrement, si bien que Samuel engage Margaux, une baby-sitter. C’est sans savoir que Margaux est une de ses plus grandes fans et qu’elle souhaite secrètement s’installer dans la vie de Samuel et Tom. Obsédée par son idole qui reste insensible à ses gestes d’attention, elle finit par feindre le kidnapping de son fils et réclamer une rançon. Alertées, Laure, Jessica et bien sûr Caroline se serrent les coudes, permettant d’ailleurs à ces deux dernières de renouer. Patrick Saint-Val, de passage à Saint-Tropez, leur apporte également son soutien. Rapidement, un indice laissé par Margaux fait comprendre à Samuel qu’elle se trouve derrière tout ça. Ils réussissent à retrouver Tom et orientent la baby-sitter déséquilibrée vers Laure pour des soins psychiatriques. Cet événement permet finalement à Caroline et Samuel de se remettre ensemble. Patrick, lui semble connaître Colette Manzoni, mais des non-dits existent, ce qui intrigue Jessica. L’acteur finit par avouer que Colette est sa mère, mais qu’ils sont en froid depuis qu’elle les a abandonnés à leur père, lui et son frère, pendant plus de 15 ans pour partir avec un autre homme. |    |                          |                  |                                        |                 |
| 63 | 24 | Les liens du sang        | Éric Summer      | Soline Delmas et Patrick Delmas        | 27 juin 1998    |
| C’est l’effervescence à la plage car tout le monde prépare le mariage de Jessica et Paolo, qui aura lieu en petit comité et entre amis seulement. Mais le prince héritier est contrarié car un de ses collaborateurs le presse de se rendre à Nice où l’une des sociétés Lorenzi va mal. La situation est si grave qu’il n’en parle pas à Jessica et lui annonce qu’ils partiront immédiatement après la cérémonie en voyage de noces pour une durée indéterminée. Mais sa future femme se rend bien compte que quelque chose ne tourne pas rond. Juste après s’être dit oui, la police débarque au Saint-Tropez et arrête Paolo qui avoue être mêlé malgré lui à une sombre histoire de détournement de fonds. Pour Jessica, c’est le choc. Peu avant le mariage, Patrick tourne une scène de cascade pour son prochain film, mais elle tourne mal et c’est l’accident. Hospitalisé, sa jambe doit être opérée mais c’est surtout d'une transfusion dont il a besoin pour s’en sortir. Dès qu’elle apprend la nouvelle et malgré leur brouille, sa mère Colette se précipite pour donner son sang, dont le rhésus est si rare. Lorsqu’il l’apprend, Patrick est fou de rage. Mais Caroline parvient à lui faire entendre raison. Le fils pardonne enfin à sa mère pour ses erreurs passées, et c’est ensemble qu’ils assistent au mariage à l’issue dramatique. |    |                          |                  |                                        |                 |
| 64 | 25 | La proie                 | Éric Summer      | Blats                                  | 4 juillet 1998  |
| Marco prévient Manu que Forzani, l’assassin de Claude, va être libéré de prison pour vice de procédure. Ayant elle-aussi appris la nouvelle, Marie revient à Saint-Tropez pour empêcher Manu de se venger. Laure, qui remplace temporairement Jessica à la plage pendant que cette dernière tente d’innocenter Paolo, essaie également tant bien que mal de surveiller Manu. C’est l’occasion pour Marie de lui avouer qu’elle n’a pas réussi à l’oublier. Les deux amants se retrouvent, mais Manu manigance tout de même pour régler son compte à Forzani. Marie n’a alors pas d’autre solution que de prévenir le commissaire Marco et de faire arrêter celui qu’elle aime. Pendant ce temps, elle se fait réembaucher au club de strip-tease dans l’espoir de faire tomber l’escroc en collaborant avec la police. Mais son double-jeu est découvert et Forzani tente de la tuer. Heureusement, Manu s’échappe de garde-à-vue et prévient Marco juste à temps. Marie est sauvée et Forzani renvoyé en prison. Parallèlement, Caroline est contactée par Bob Robin, un célèbre producteur intéressé par sa musique qui lui propose de partir à Londres enregistrer son album. Caroline réfléchit mais finit par renoncer, ne souhaitant pas renoncer au bonheur si longtemps attendu d’être réunis tous les trois avec Samuel et Tom. Heureusement, Bob insiste et engage également Samuel comme guitariste. |    |                          |                  |                                        |                 |
| 65 | 26 | Coupable ou non coupable | Philippe Roussel | François Aramburu et Pascal Fontanille | 11 juillet 1998 |
| Jessica exhorte l’avocat des Lorenzi à faire libérer Paolo sous caution. Mais les banques, les créanciers et les amis de la famille leur tournent tous le dos désormais. Laure et Manu eux-aussi souhaitent mettre leur pierre à l’édifice, mais la somme à rassembler est trop importante. Voyant Paolo perdre la face en prison, Jessica ne sait plus quoi faire et envisage de vendre ses parts dans la plage. Mais au petit matin, la bande est informée qu’un incendie criminel a ravagé le Saint-Tropez. Tous sont atterrés, hormis Jessica qui se réjouit de toucher l’argent de l’assurance pour faire libérer Paolo. Caroline, revenue de Londres par le premier avion, commence à avoir des doutes sur la possible implication de la serveuse dans l’incendie, tout comme Laure qui doit également mener de front son travail à la clinique où David lui mène une vie impossible après que la jeune femme ait rejeté sa demande de reprendre leur histoire. Lorsque Laure, à bout, évoque de démissionner, David s’emporte et la frappe à nouveau. La jeune femme se décide finalement à porter plainte. Sur la plage, Manu trouve un indice qui conduit à l’arrestation du pyromane, un homme de main payé depuis sa cellule par Forzani dans le but de se venger du serveur pour son arrestation. Laure et Caroline, pour se faire pardonner d’avoir douté de leur amie, avancent l’argent de l’assurance et font libérer Paolo, pour la plus grande joie de Jessica. |    |                          |                  |                                        |                 |